# Ховаварт
Ховаварт (нім. Hovawart) - порода собак, виведена в Німеччині . Легко дресирується, має стійку психіку, відсутність агресії до людини. Перша згадка датується 1274 роком. Офіційно визнана окремою породою у 1932 році. У селекції з основним генетичним ядром використовувалися такі породи як кувас, леонбергер, ньюфаундленд . У рукописах XIII століття вперше згадується дворовий собака, що виділяється з інших порід під назвою «Ховеварт» або «Хофварт», що в перекладі з німецької означає «вартовий двору».

## Історія породи
Перша згадка про породу зустрічається в 1274 (хроніки «Der Schwabenspiegel», Німеччина). В 1473 собака, звана ховаварт HOVA-der Hof (двір, садиба), WART-der Wachter (охоронець, сторож), опиняється в списку найблагородніших порід Німеччини того часу. У середньовічний період це був елітний собака, що дивував своєю характерною здатністю до прийняття самостійних рішень у критичних ситуаціях.
Протягом багатьох століть, собака регулярно згадується в кінологічній літературі різних періодів («Породи собак» Л. Беккермана 1894, «Німецькі собаки та їх походження» Р. Стребела 1904). Величезну роль в утворенні породи у вигляді, у якому бачимо її сьогодні, зіграли Бертрам і Курт Кеніг — на початку ХХ століття. Батько і син відновлювали породу в три етапи, починаючи з 1915 року - вибирали найміцніших селянських собак, створюючи генетичне ядро породи. Курт Кеніг, будучи професійним зоологом - селекціонером, очолював роботу з відновлення ховаварта, його племінного розведення та дресирування, і в 1922 році зареєстрував перший розплідник породи. До 1937 року було зареєстровано 125 послідів, а 20 березня того ж року народився найідеальніший, на думку Кеніга, хововарт — пес Кастор, що втілив у собі всі переваги породи і до цього дня є зразком стандарту . Кастор народив 32 посліди практично ідеальних цуценят, і селекційну роботу можна було б вважати гідно завершеною, якби не Друга світова війна . Поголів'я було практично знищено, і лише 1949 року знову налагоджено роботу з відновлення породи. 1959 року ховаварт офіційно визнаний у Німеччині як службова порода, а 1964 року отримав міжнародне визнання. Міжнародна федерація ховавартів (IHF) утворена 1983 року.
У 1955 році породу визнала Міжнародна Кінологічна Федерація .

## Зовнішній вигляд
Середнього розміру робоча собака, довгошерста, дещо витягнута, міцна, енергійна. Від висоти в загривку довжина корпусу повинна становити 110-115%.
Голова потужна, широкий лоб, довжина морди та черепа приблизно однакова. Ножицеподібний прикус . Трикутні та широко посаджені вуха. Шия із прилеглою шкірою, середньої довжини. Міцна пряма спина, сильний поперек, дещо скошений середньої довжини круп, глибока, широка, грудна клітина. Довжина хвоста трохи нижче скакальних суглобів, покритий густою вовною. Кінцівки прямі, сильні, з розвиненими м'язами. Лапи круглі, компактні, сильні. Волосяний покрив щільний, середня жорсткість, невелике підшерстя. Вовна довга, трохи хвиляста. Більше подовжена на животі, грудній клітині, хвості та задній стороні кінцівок. Забарвлення палеве, чорно-підпале і чорне.
Висота в загривку кобелів - 63-70 см, сук - 58-65 см. Вага кобелів - 40-45 кг, сук - 35-40 кг.

## Темперамент та поведінка
Собака-компаньйон, пошуково-рятувальний собака, охоронець, сторож. Це спокійний врівноважений собака, впевнений у собі з вираженим захисним інстинктом, витривалий, а також володіє відмінним нюхом. Універсальний робочий собака з широкою сферою застосування. Це одна з найкращих робочих порід, якості якої розвивали та культивували століттями. Відмінний захисник та сторож, що має врівноважену психіку, ховаварт знаходить застосування практично у всіх сферах життя, починаючи від звичайної охорони території та закінчуючи рятувальною службою.